# Оушн-пойнт
Оушн-пойнт (Ocean Pointe, 縉皇居) — высотный жилой комплекс, расположенный в Гонконге, в округе Чхюньвань. Построен в 2001 году в стиле постмодернизма по проекту компании DLN Architects & Engineers. Девелопером небоскрёба является компания Kerry Properties. 54-этажное здание имеет 560 квартир, паркинг и клубхаус. Рядом с комплексом расположена пищевая фабрика Garden Biscuits. 